# Majordomus Seiner Heiligkeit

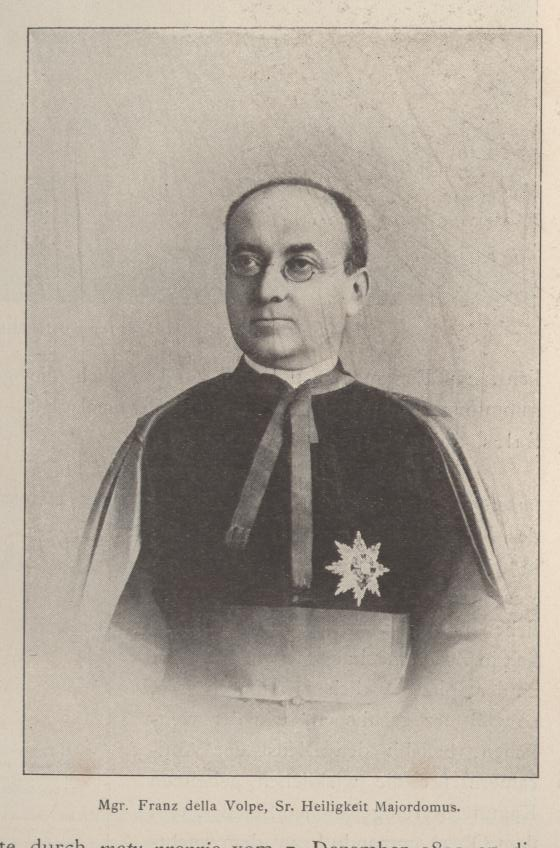
Francesco Salesio Della Volpe, 1891–1899 Majordomus Seiner Heiligkeit

Der Majordomus Seiner Heiligkeit (italienisch Maggiordomo Pontificio) war der Haushofmeister des Papstes. Er gehörte, neben den Beamten der Apostolischen Kammer, zu den vier Prelati di fiocchetto, die so genannt wurden, weil sie das Recht hatten, das Geschirr ihrer Pferde mit violetten und pfauenfarbenen Federn zu schmücken. Er war der oberste der vier Prälaten des Apostolischen Palastes (italienisch Prelati Palatini) und in der Regel Kardinal. Nach dem Zweiten Vatikanischen Konzil ging das Amt in der Präfektur des Päpstlichen Hauses auf.

## Geschichte
Im Dokument Introitus et Exitus Cameræ Apostolicæ aus dem Jahr 1295 werden die Beamten des Apostolischen Haushaltes in ihrer Besoldung aufgelistet. Aber obwohl es bereits zu dieser Zeit zweifellos einen obersten Verwalter des päpstlichen Palastes gab, wurden Name und Pflichten des Amtes eines Majordomus erst später genau definiert. Die Änderungen in der internen Verwaltung des päpstlichen Haushalts, die unter Papst Clemens V. und Johannes XXII. durch den Übergang von der Natural- zur Geldwirtschaft notwendig wurden, waren weitreichender Natur. Aber erst nach der Rückkehr Martins V. aus Avignon im Jahr 1418 entwickelten sich die heutigen Ämter allmählich weiter und erreichten später während der Renaissance ihre volle Entfaltung. Im 16. Jahrhundert stand ein Maestro di Casa an der Spitze der gesamten Verwaltung des päpstlichen Haushalts. Gegen Ende desselben Jahrhunderts erhielt derselbe Beamte den Titel eines Präfekten des Apostolischen Palastes (italienisch Prefetto del Sacro Palazzo Apostolico, lateinisch Præfectus Sacri Palatii) und unter Urban VIII. (1623–1644) erhielt er erstmals den Titel eines Maggiordomo Pontificio. 
Nach der Thronbesteigung eines neuen Papstes war es seine Aufgabe, die päpstliche Familie zu bilden, das heißt, Kandidaten für die verschiedenen Haushaltsämter vorzuschlagen und dann den gesamten Haushalt zu leiten. Soweit diese Aufgabe Ausgaben erforderte, übte der Schatzmeister der Heiligen Römischen Kirche, der damalige Finanzminister, eine klar definierte Kontrolle über den Majordomus und seine Assistenten aus. Dieser Umstand machte den Schatzmeister jedoch nicht zu einem Haushaltsbeamten oder den Præfectus Sacri Palatii zu einem Verwaltungsbeamten. Der Majordomus ist und war schon immer ausschließlich ein Haushaltsbeamter.
Eine vollständige Liste der Inhaber dieses Amtes aus dem Jahr 1534 ist erhalten. Die allgemeine Regel, die die Kurie am Ende des Mittelalters anerkannte, dass der Leiter jeder wichtigen Abteilung die Gerichtsbarkeit über alle seine Assistenten haben sollte, erstreckte sich auf den Majordomus. Er hatte die Zivil- und Strafgerichtsbarkeit über alle Beamten des päpstlichen Palastes. Im Laufe der Zeit unterschied er seine Pflichten als Majordomus von denen, die er als Palastpräfekt wahrnahm, so dass man sagte, der Majordomus sei gleichzeitig Palastpräfekt. Der Präfektur oblag die Verwaltung der Museen und aller Einrichtungen besonderer Art, die in den Palästen existierten – sofern sie nicht autonom waren. Auch die Führung der Palastbücher fiel dem Präfekten zu.
Nach 1870, nach Verlust des Kirchenstaates, änderten sich diese Verhältnisse grundlegend. Das Amt des Präfekten wurde von dem des Majordomus getrennt und einer Kommission von Kardinälen anvertraut, die mit der Verwaltung der Geschäfte des Heiligen Stuhls betraut waren. Aus dieser Kommission ging später die Güterverwaltung des Apostolischen Stuhls hervor. Die Regelung Leos XIII. wurde von Pius X. so weit geändert, dass der Kardinalstaatssekretär zum Präfekten der Apostolischen Paläste ernannt wurde.
Ihm unterstellt waren der Subpräfekt, der Forriere Maggiore, der Cavallerizzo Maggiore, die Segreteria della Prefettiora, die Computisteria, der Architetto und die juristischen Berater, die in ihrer korporativen Funktion die Abteilungsdirektionen der Palastverwaltung bildeten. Auch die Museen und Galerien waren diesem Gremium anvertraut. Die oben erwähnte Änderung durch Leo XIII. fand am 29. Dezember 1891 statt, nachdem die Präfektur durch ein Motu proprio vom 7. Dezember 1891 abgetrennt worden war.
Demnach hatte er die allgemeine Kontrolle über das Personal der Paläste und war für die Ruhe und Ordnung dort während des Konklaves verantwortlich. In Congresso Palatino (Palastkommission), sollte diese künftig einberufen werden, sollte er Sitz und Stimme haben. Er leitete die Kongregation des Apostolischen Hospizes und war Direktor der Cappella Sistina. Alle ordentlichen und außerordentlichen religiösen Veranstaltungen, an denen der Papst und der päpstliche Hof teilnahmen, unterlagen seiner Anordnung und Leitung. Die Ernennungen der päpstlichen Kammerherren wurden von ihm auf Anordnung des Papstes weitergeleitet, und er verteilte die Jubiläumsmedaillen an die Mitglieder des päpstlichen Haushalts. Seine frühere Aufgabe, Eintrittskarten für die Galerien und Museen zu Studien- und Kopierzwecken auszustellen, wurde entzogen.
Im Rahmen der Reformen der Kurie nach dem Zweiten Vatikanischen Konzil gingen das Amt des Majordomus Seiner Heiligkeit und die Zeremonienkongregation 1967 mit dem  in der Präfektur des Päpstlichen Hauses auf.

## Liste der Majordomus
- Hugues Aycelin de Billom OP (1286– ?)
- Marzio Ginetti (1626–1629)[2]
- Girolamo Boncompagni (1660–1664)[3]
- Scipione Borghèse (1766–1771)
- Giovanni Archinto (1770– ?)
- Guido Calcagnini (1775–1776)
- Marino Carafa di Belvedere (1795– ?)
- Giovanni Filippo Gallarati Scotti (1800–1801)
- Giuseppe Gavotti (? –1807)[4]
- Benedetto Naro (1807–1816)[4]
- Agostino Rivarola (1816–1817)[4]
- Antonio Maria Frosini (1817–1823)[4]
- Giovanni Marazzani Visconti (1823–1829)[4]
- Luigi Del Drago (1828–1832)[4]
- Costantino Patrizi Naro (1832–1836)[4]
- Adriano Fieschi (1836–1838)[4]
- Francesco Saverio Massimo (1838–1842)[4]
- Alerame Maria Pallavicini (1842–1847)[4]
- Carlo Luigi Morichini (1848)
- Giacomo Antonelli (1848– ?)
- Edoardo Borromeo (1856– ?)
- Giovanni Simeoni (1876– ?)
- Alessandro Franchi (5. März 1878–31. Juli 1878)
- Lorenzo Nina (1878–1885)[5]
- Luigi Macchi (1886–1889)
- Fulco Luigi Ruffo-Scilla (1889–1891)
- Francesco Salesio Della Volpe (1891–1899)
- Gaetano Bisleti (1905–1911)[6]
- Vittorio Amedeo Ranuzzi de’ Bianchi (1914–1916)
- Giovanni Tacci Porcelli (1916–1921)
- Ricardo Sanz de Samper y Campuzano (1921–1928)
- Federico Callori di Vignale (1958–1965)